# Tom Seitz
Tom Seitz (Noisy-le-Sec, 31 de mayo de 1994) es un deportista francés que compite en esgrima, especialista en la modalidad de sable. En los Juegos Europeos de Cracovia 2023 consiguió una medalla de oro en la prueba por equipos.

## Palmarés internacional
| Juegos Europeos | Juegos Europeos    | Juegos Europeos | Juegos Europeos   |
| Año             | Lugar              | Medalla         | Prueba            |
| --------------- | ------------------ | --------------- | ----------------- |
| 2023            | Cracovia (Polonia) | Medalla de oro  | Sable por equipos |